# 25 Dywizja Morskich Nosicieli Rakiet
25 Dywizja Morskich Nosicieli Rakiet (25 DMNR) –  lotniczy związek taktyczny Sił Zbrojnych ZSRR i Federacji Rosyjskiej w strukturach Floty Oceanu Spokojnego.

## Struktura i samoloty
| Struktura i samoloty w 1991        |           |                 |
| Nazwa jednostki                    | Garnizon  | Samolot         |
| Dowództwo dywizji                  | Kniewiczi |                 |
| 49 pułk morskich nosicieli rakiet  | Kniewiczi | TU-22M          |
| 50 pułk morskich nosicieli rakiet  | Romanowka | TU-95RC, TU-16K |
| 341 pułk morskich nosicieli rakiet | Kniewiczi | TU-16R          |